# Naoki Satō
Naoki Satō (佐藤 直紀 Satō Naoki?, Chiba, Prefectura de Chiba, Japón, 2 de mayo de 1970) es un compositor japonés que ha compuesto y producido la música para varios animes japoneses bastante populares. Entre sus bandas sonoras más destacadas se encuentran las realizadas para los animes X TV, la OVA de X TV y Eureka Seven.

## Biografía
Nació el 2 de mayo de 1970 en la Prefectura de Chiba. Se graduó en la Universidad de Música de Tokio. En la 29ª Gala de Música de la Academia ganó el premio a la Mejor Música por su trabajo en la banda sonora de la película "Always: Sunset on Third Street".